# 罗伯特·大卫·莱文

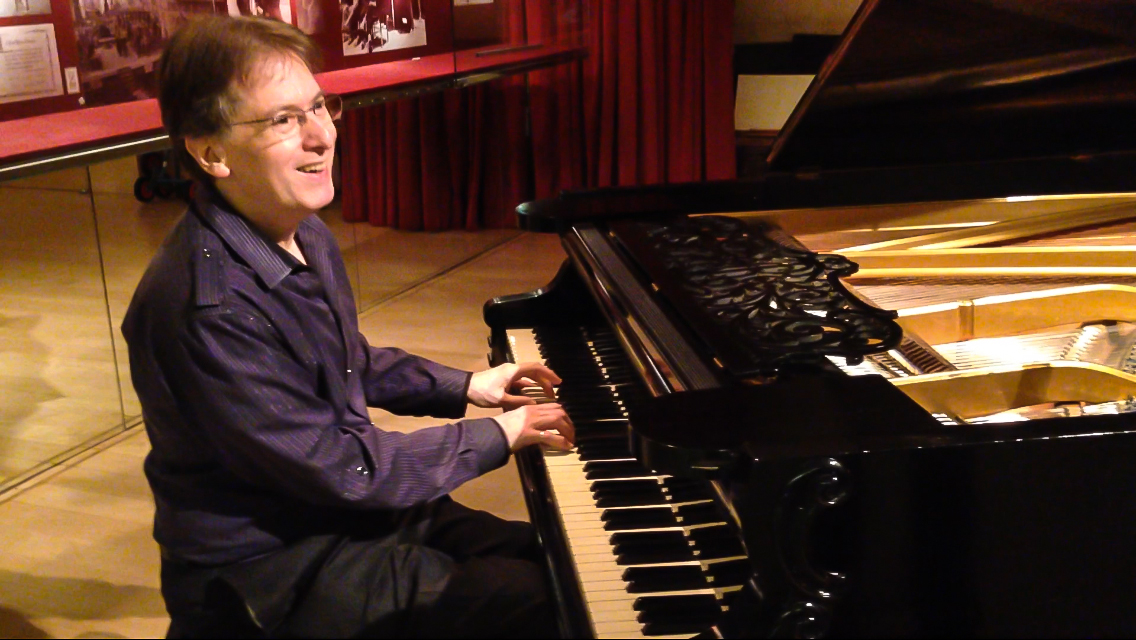

罗伯特·大卫·莱文（英語：Robert David Levin，1947年10月13日—），美国古典钢琴家， 音乐学家和作曲家。

## 生平和职业
他曾就读于哈佛大学，1968年获得极优等（magna cum laude）文学学士学位，论文题目为《莫扎特未完成的作品》（The Unfinished Works of W. A. Mozart）。 
莱文的学术生涯除了音乐史和理论外，还包括教学和辅导演奏实践（尤其涉及键盘乐器和指挥，重点关注古典时期）。莱文完成或重建了许多十八世纪的作品，特别是莫扎特和巴赫未完成的作品 。

## 作品節選

### 专辑
- 罗伯特·莱文、特雷弗·平诺克、罗伯特·希尔、彼得·沃沃恩、爱德华·奥尔德威尔、叶夫根尼·科罗廖夫。 Johann Sebastian Bach. Keyboard Works. 在古董大键琴和风琴上演奏。 Label: Hanssler Classic.
- 罗伯特·莱文（Robert Levin）与古代音乐学院的克里斯托弗·霍格伍德（Christopher Hogwood）合作。Wolfgang Amadeus Mozart. Piano Concertos K271 & K414. 安顿·瓦尔特 (保罗·麦克诺提)。Label: L'Oiseau-Lyre
- 罗伯特·莱文，约翰·艾略特·加德纳。 Ludwig van Beethoven. Piano Concertos.安顿·瓦尔特 (保罗·麦克诺提)。Label: Archiv Production.
- 罗伯特·莱文、金·卡什卡什安、罗宾·舒尔科夫斯基。Paul Chihara, Linda Bouchard, Dmitri Shostakovich. Label: ECM Records
- Robert Levin. Franz Schubert. Piano Sonatas. 约翰·彼得·弗瑞兹 1825。Label: Sony Classical.